# Snowboarding na Zimowych Igrzyskach Olimpijskich Młodzieży 2020
Snowboard na Zimowych Igrzyskach Olimpijskich Młodzieży 2020 odbył się w dniach 18 – 22 stycznia 2020 roku.
Zawodnicy i zawodniczki walczyli w czterech męskich i w czterech kobiecych konkurencjach: halfpipie, slopestylu, Big Air'ze i snowcrossie. Została rozegrana również konkurencja mieszana (w snowcrossie). Łącznie zostało rozdanych dziewięć kompletów medali. Zawody w halfpipie, slopestylu oraz w Big Air odbyły się w Leysin, gdzie znajduje się ośrodek narciarski Park & Pipe, natomiast zawody w  snowcrossie rozgrywane były w Villars w ośrodku Winter Park.

## Terminarz
| Data             | Arena zmagań | Konkurencja          | Złoto                                                                 | Srebro                                                                              | Brąz                                                                     |
| ---------------- | ------------ | -------------------- | --------------------------------------------------------------------- | ----------------------------------------------------------------------------------- | ------------------------------------------------------------------------ |
| 18 stycznia 2020 | Park & Pipe  | Slopestyle dziewcząt | Evy Poppe                                                             | Melissa Peperkamp                                                                   | Bianca Gisler                                                            |
| 20 stycznia 2020 | Park & Pipe  | Halfpipe dziewcząt   | Mitsuki Ono                                                           | Manon Kaji                                                                          | Berenice Wicki                                                           |
| 20 stycznia 2020 | Park & Pipe  | Slopestyle chłopców  | Dusty Henricksen                                                      | Liam Brearley                                                                       | Nick Pünter                                                              |
| 20 stycznia 2020 | Winter Park  | Snowcross dziewcząt  | Josie Baff                                                            | Margaux Herpin                                                                      | Anouk Dörig                                                              |
| 20 stycznia 2020 | Winter Park  | Snowcross chłopców   | Valerio Jud                                                           | Niels Conradt                                                                       | Álvaro Romero                                                            |
| 21 stycznia 2020 | Winter Park  | Snowcross mieszany   | Szwajcaria Anouk Dörig · Marie Krista · Valerio Jud · Robin Tissières | Rosja Anastazja Priwałowa · Marija Jerofiewa · Jewgienij Gienin · Andriej Gorbaczew | Niemcy Lilith Kuhnert · Nina Walderbach · Niels Conradt · Sebastian Veit |
| 21 stycznia 2020 | Park & Pipe  | Halfpipe chłopców    | Ruka Hirano                                                           | Kaishu Hirano                                                                       | Liam Brearley                                                            |
| 22 stycznia 2020 | Park & Pipe  | Big Air dziewcząt    | Hinari Asanuma                                                        | Annika Morgan                                                                       | Melissa Peperkamp                                                        |
| 22 stycznia 2020 | Park & Pipe  | Big Air chłopców     | Ryoma Kimata                                                          | Aoto Kawakami                                                                       | Liam Brearley                                                            |

## Wyniki

### Dziewcząt

#### Halfpipe
| Pozycja | Nr | Zawodniczka       | Kraj              | Przejazd 1 | Przejazd 2 | Przejazd 3 | Najlepszy |
| ------- | -- | ----------------- | ----------------- | ---------- | ---------- | ---------- | --------- |
|         | 9  | Mitsuki Ono       | Japonia           | 91.33      | 88.33      | 95.33      | 95.33     |
|         | 8  | Manon Kaji        | Japonia           | 85.33      | 41.00      | 31.66      | 85.33     |
|         | 5  | Berenice Wicki    | Szwajcaria        | 81.33      | 45.66      | 38.00      | 81.33     |
| 4       | 6  | Tessa Maud        | Stany Zjednoczone | 76.00      | 76.00      | 18.66      | 76.00     |
| 5       | 4  | Wang Jianjie      | Chiny             | 66.66      | 73.00      | 72.00      | 73.00     |
| 6       | 2  | Isabelle Lötscher | Szwajcaria        | 55.00      | 57.00      | 63.00      | 63.00     |
| 7       | 13 | Lee Na-yoon       | Korea Południowa  | 33.66      | 36.66      | 39.66      | 39.66     |
| 8       | 11 | Jia Yanru         | Chiny             | 12.00      | 10.00      | 15.00      | 15.00     |

#### Slopestyle
| Pozycja | Nr | Zawodniczka         | Kraj              | Przejazd 1 | Przejazd 2 | Przejazd 3 | Najlepszy |
| ------- | -- | ------------------- | ----------------- | ---------- | ---------- | ---------- | --------- |
|         | 2  | Evy Poppe           | Belgia            | 88.75      | 22.25      | 94.00      | 94.00     |
|         | 1  | Melissa Peperkamp   | Holandia          | 79.25      | 91.75      | 16.25      | 91.75     |
|         | 22 | Bianca Gisler       | Szwajcaria        | 70.25      | 12.75      | 78.25      | 78.25     |
| 4       | 14 | Hinari Asanuma      | Japonia           | 75.00      | 10.25      | 28.00      | 75.00     |
| 5       | 15 | Kanami Okuyama      | Japonia           | 64.25      | 25.00      | 17.75      | 64.25     |
| 6       | 6  | Ty Schnorrbusch     | Stany Zjednoczone | 59.75      | 30.25      | 15.50      | 59.75     |
| 7       | 3  | Courtney Rummel     | Stany Zjednoczone | 53.25      | DNS        | DNS        | 53.25     |
| 8       | 4  | Eveliina Taka       | Finlandia         | 39.25      | 27.25      | 27.25      | 39.25     |
| 9       | 7  | Andie Gendron       | Kanada            | 19.50      | 16.25      | 28.50      | 28.50     |
| 10      | 20 | Stine Espeli Olsen  | Norwegia          | 8.75       | DNS        | DNS        | 8.75      |
| 11      | 13 | Marie Kreisingerová | Czechy            | 5.50       | DNS        | DNS        | 5.50      |
| DNS     | 24 | Marilù Poluzzi      | Włochy            | DNS        | DNS        | DNS        | DNS       |

#### Big Air
| Pozycja | Nr | Zawodniczka         | Kraj              | Przejazd 1 | Przejazd 2 | Przejazd 3 | Najlepszy |
| ------- | -- | ------------------- | ----------------- | ---------- | ---------- | ---------- | --------- |
|         | 1  | Hinari Asanuma      | Japonia           | 93.50      | 10.75      | 79.00      | 172.50    |
|         | 15 | Annika Morgan       | Niemcy            | 86.75      | 18.00      | 73.75      | 160.50    |
|         | 3  | Melissa Peperkamp   | Holandia          | 80.75      | 69.25      | 18.50      | 150.00    |
| 4       | 13 | Bianca Gisler       | Szwajcaria        | 77.75      | 57.00      | 10.75      | 134.75    |
| 5       | 18 | Ty Schnorrbusch     | Stany Zjednoczone | 62.50      | 68.50      | 56.00      | 131.00    |
| 6       | 24 | Kanami Okuyama      | Japonia           | 76.25      | 16.00      | 23.50      | 99.75     |
| 7       | 7  | Marie Kreisingerová | Czechy            | 57.00      | 25.50      | DNS        | 82.50     |
| 8       | 16 | Kamilla Kozuback    | Kanada            | 23.75      | 53.25      | 19.00      | 72.25     |
| 9       | 9  | Morena Poggi        | Argentyna         | 7.50       | 16.75      | 35.50      | 52.25     |
| 10      | 25 | Evy Poppe           | Belgia            | 28.75      | 8.75       | 16.25      | 45.00     |
| 11      | 19 | Bettina Roll        | Norwegia          | 6.50       | DNS        | DNS        | 6.50      |
| DNS     | 21 | Courtney Rummel     | Stany Zjednoczone | DNS        | DNS        | DNS        | DNS       |

#### Snowcross
| Pozycja | Nr | Zawodniczka         | Kraj       | Czas przejazdu | Strata |
| ------- | -- | ------------------- | ---------- | -------------- | ------ |
|         | 4  | Josie Baff          | Australia  |                |        |
|         | 2  | Margaux Herpin      | Francja    |                |        |
|         | 5  | Anouk Dörig         | Szwajcaria |                |        |
| 4       | 6  | Anastazja Priwałowa | Rosja      |                |        |

### Chłopcy

#### Halfpipe
| Pozycja | Nr | Zawodnik            | Kraj              | Przejazd 1 | Przejazd 2 | Przejazd 3 | Najlepszy |
| ------- | -- | ------------------- | ----------------- | ---------- | ---------- | ---------- | --------- |
|         | 15 | Ruka Hirano         | Japonia           | 94.66      | 97.33      | 30.66      | 97.33     |
|         | 4  | Kaishu Hirano       | Japonia           | 91.00      | 95.66      | 37.33      | 95.66     |
|         | 12 | Liam Brearley       | Kanada            | 82.00      | 79.00      | 32.66      | 82.00     |
| 4       | 8  | Lee Hyun-jun        | Korea Południowa  | 77.00      | 23.66      | 54.00      | 77.00     |
| 5       | 17 | Jack Coyne          | Stany Zjednoczone | 70.33      | 53.00      | 76.00      | 76.00     |
| 6       | 2  | Gian Biele          | Szwajcaria        | 35.66      | 43.33      | 74.66      | 74.66     |
| 7       | 9  | Wang Xin            | Chiny             | 67.33      | 73.00      | 13.66      | 73.00     |
| 8       | 5  | Eliot Golay         | Szwajcaria        | 65.00      | 35.33      | 59.33      | 65.00     |
| 9       | 6  | Jarosław Lenczewski | Rosja             | 60.00      | 63.33      | 57.00      | 63.33     |
| 10      | 13 | Kolman LeCroy       | Stany Zjednoczone | 15.66      | 42.33      | 12.33      | 42.33     |

#### Slopestyle
| Pozycja | Nr | Zawodnik          | Kraj              | Przejazd 1 | Przejazd 2 | Przejazd 3 | Najlepszy |
| ------- | -- | ----------------- | ----------------- | ---------- | ---------- | ---------- | --------- |
|         | 4  | Dusty Henricksen  | Stany Zjednoczone | 94.00      | 96.33      | 27.00      | 96.33     |
|         | 6  | Liam Brearley     | Kanada            | 85.33      | 64.00      | 39.00      | 85.33     |
|         | 17 | Nick Pünter       | Szwajcaria        | 28.00      | 25.33      | 66.33      | 66.33     |
| 4       | 3  | Aoto Kawakami     | Japonia           | 63.33      | 22.00      | 55.00      | 63.33     |
| 5       | 16 | William Mathisen  | Szwecja           | 51.66      | 22.33      | 34.00      | 51.66     |
| 6       | 12 | Leopold Frey      | Niemcy            | 41.66      | 16.00      | 40.00      | 41.66     |
| 7       | 24 | Valtteri Kautonen | Finlandia         | 32.66      | 28.66      | 36.00      | 36.00     |
| 8       | 25 | Jack Coyne        | Stany Zjednoczone | 34.33      | 34.00      | 30.33      | 34.33     |
| 9       | 1  | Álvaro Yáñez      | Chile             | 18.00      | 31.00      | 19.00      | 31.00     |
| 10      | 9  | Mitchell Davern   | Nowa Zelandia     | 24.33      | 20.66      | 10.00      | 24.33     |
| 11      | 21 | Liam Gill         | Kanada            | 21.00      | 23.33      | 18.66      | 23.33     |
| DNS     | 2  | William Buffey    | Kanada            | DNS        | DNS        | DNS        | DNS       |

#### Big Air
| Pozycja | Nr | Zawodnik            | Kraj              | Przejazd 1 | Przejazd 2 | Przejazd 3 | Najlepszy |
| ------- | -- | ------------------- | ----------------- | ---------- | ---------- | ---------- | --------- |
|         | 4  | Ryoma Kimata        | Japonia           | 96.50      | 98.50      | 37.00      | 195.00    |
|         | 6  | Aoto Kawakami       | Japonia           | 79.25      | 96.00      | 95.75      | 191.75    |
|         | 3  | Liam Brearley       | Kanada            | 91.25      | 92.00      | 32.25      | 183.25    |
| 4       | 1  | Dusty Henricksen    | Stany Zjednoczone | 94.25      | 82.50      | 28.50      | 176.75    |
| 5       | 14 | Mitchell Davern     | Nowa Zelandia     | 84.75      | 80.00      | 94.75      | 174.75    |
| 6       | 13 | Will Healy          | Stany Zjednoczone | 12.75      | 61.75      | 66.25      | 128.00    |
| 7       | 12 | Jarosław Lenczewski | Rosja             | 68.25      | 32.75      | 14.25      | 101.00    |
| 8       | 7  | Liam Gill           | Kanada            | 75.75      | 13.00      | 12.25      | 88.75     |
| 9       | 2  | Nick Pünter         | Szwajcaria        | 28.25      | 37.75      | 3.50       | 66.00     |
| 10      | 18 | Lukas Frischhut     | Austria           | 16.25      | 14.00      | 41.00      | 41.00     |
| 11      | 11 | Till Strohmeyer     | Niemcy            | 18.50      | 8.00       | 14.75      | 18.50     |
| DNS     | 10 | Aatu Partanen       | Finlandia         | DNS        | DNS        | DNS        | DNS       |

#### Snowcross
| Pozycja | Nr | Zawodnik        | Kraj       | Czas przejazdu | Strata |
| ------- | -- | --------------- | ---------- | -------------- | ------ |
|         | 8  | Valerio Jud     | Szwajcaria |                |        |
|         | 19 | Niels Conradt   | Niemcy     |                |        |
|         | 12 | Álvaro Romero   | Hiszpania  |                |        |
| 4       | 2  | Quentin Sodogas | Francja    |                |        |

### Snowcross/Skicross Mikst
| Pozycja | Nr | Zawodnicy                                                                          | Kraj            | Czas przejazdu | Strata |
| ------- | -- | ---------------------------------------------------------------------------------- | --------------- | -------------- | ------ |
|         | 3  | Anouk Dörig Marie Krista Valerio Jud Robin Tissières                               | Szwajcaria      |                |        |
|         | 7  | Anastazja Priwałowa Marija Jerofiewa Jewgienij Gienin Andriej Gorbaczew            | Rosja           |                |        |
|         | 12 | Lilith Kuhnert Nina Walderbach Niels Conradt Sebastian Veit                        | Niemcy          |                |        |
| 4       | 8  | Jekaterina Łoktiewa-Zagorskaja Maria Shcherbakovskaya Noa Coutton-Jean Artem Bażin | Drużyna numer 3 |                |        |

## Klasyfikacja medalowa
| Lp. | Kraj              | Złoto | Srebro | Brąz | Razem |
| 1.  | Japonia           | 4     | 3      | 0    | 7     |
| 2.  | Szwajcaria        | 2     | 0      | 4    | 6     |
| 3.  | Australia         | 1     | 0      | 0    | 1     |
|     | Belgia            | 1     | 0      | 0    | 1     |
|     | Stany Zjednoczone | 1     | 0      | 0    | 1     |
| 6.  | Niemcy            | 0     | 2      | 1    | 3     |
| 7.  | Kanada            | 0     | 1      | 2    | 3     |
| 8.  | Holandia          | 0     | 1      | 1    | 2     |
| 9.  | Francja           | 0     | 1      | 0    | 1     |
|     | Rosja             | 0     | 1      | 0    | 1     |
| 11. | Hiszpania         | 0     | 0      | 1    | 1     |